# Георгий Карслидис
Георгий Карслидис (на гръцки: Γεώργιος Καρσλίδης) е гръцки монах от XX век, обявен за светец преподобен от Вселенската патриаршия в 2008 година.

## Биография
Роден е през 1901 г. в цалка (Грузия) под светското име Атанасиос Карлидес (Αθανάσιος Καρσλίδης). Остава рано сирак и е отгледан от баба си. Семейството на баба му заминава за Ерзурум, а по-късно Атанасиос се озовава в Кавказ. Става послушник в манастир в Грузия и в 1919 година е подстриган за монах под името Георгий и след това ръкоположен за дякон. След Болшевишката революция, манастирът е разграбен от комунистите. Според житието на Георгий всички монаси, които не се отказват от вярата си са разстрелвани. На разстрел е изправен и йеродякон Георгий, но куршумът е спрян от медальон със Светата дева. При втория опит за разстрел куршумите попадат в краката му и го оставят сакат за цял живот. Георгий е затворен и измъчван. В 1925 година е ръкоположен за свещеник.
В 1929 година монах Георгий се установява в Гърция, като първоначално се заселва в Катерини, после в Кукуш и накрая в драмското село Шипша (Таксиархес). В Шипша в 1930 година с помощта на жителите Георгий основава манастира „Възнесение Господне“. Георгий има силна харизма и из Драмско се разнася славата му на благотворител и целител. Умира в Шипша на 4 ноември 1959 година и е погребан до манастира.
В 2008 година патриарх Вартоломей I Константинополски го причислява към лика на преподобните.